# 苏联民航7425号班机空难
苏联民航7425号班机空难是指1985年7月10日，注册编号为CCCP-85311的圖-154B-2，在塔什干-卡爾希-奥伦堡-圣彼得堡区间执行客运服务时于乌兹别克斯坦于奇库杜克上空附近坠毁，導致机上200人全部罹難。調查人員確定，事故是飛行人員误认为引擎出现了喘振，並且以降低发动机功率導致讓客机进入了失速尾旋状态，當中也包括飛行人員疲勞，這也是蘇聯期間所發生最大的航空事故。